# Joanna Mossakowska

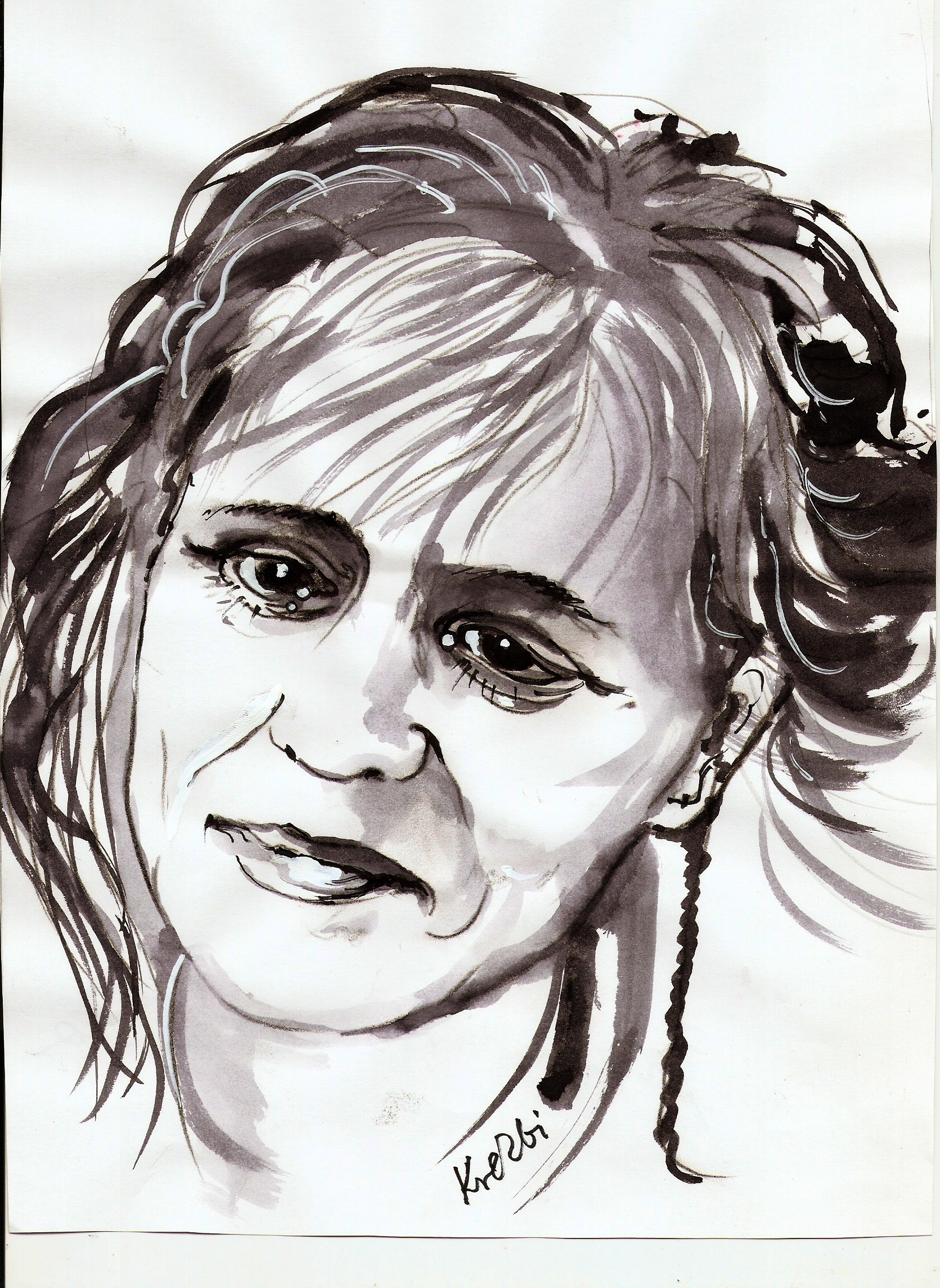
portret Joanny Mossakowskiej
autor Zbigniew Kresowaty

Joanna Mossakowska, z domu Mikulska (ur. 5 września 1956 we Wrocławiu) – polska poetka działająca na ziemi kłodzkiej.

## Życiorys
Urodziła się w 1956 roku we Wrocławiu, gdzie spędziła dzieciństwo i młodość. Uczyła się w V Liceum Ogólnokształcącym, a po egzaminie maturalnym odbyła studia rolnicze na tamtejszej Akademii Rolniczej w 1982 roku, a następnie przeniosła się w Góry Złote, zamieszkując najpierw w Wójtówce, potem w Orłowcu i wreszcie w Lądku-Zdroju.
Prywatnie zajmuje się pisaniem wierszy, które wydała w dwóch tomach Chwile (1991) i Wytańczone wiatrem (2004), które opublikowane zostały m.in. w Alamanachu Wałbrzyskim. Jej twórczość jest mocno osadzona w pejzażu, cechuje go lakoniczna forma, dążąca do kondensacji znaczeń, która bliska jest wschodniej tradycji duchowej, poszukującej wewnętrznego olśnienia, nie pozbawionego refleksji nad losem kobiety, kryjących się w codzienności buntów i dramatów.